# V&S
Grupa V&S (V&S Vin & Sprit AB), założona w 1917, jest międzynarodowym producentem i dystrybutorem napojów alkoholowych. 

## Historia
Do 1994 grupa miała pozycję monopolistyczną na szwedzkim rynku, która została osłabiona w wyniku przystąpienia Szwecji do Unii Europejskiej w 1995. Do 2008 grupa była własnością rządu szwedzkiego. 31 marca 2008 ogłoszono, iż grupa zostanie sprzedana francuskiemu przedsiębiorstwu Pernod Ricard za 5,626 mld euro, tzn. 55 mld SEK.

## Organizacja i marki
Działalność Grupy V&S koncentruje się w trzech głównych obszarach:
- V&S Absolut Spirits zarządza marką Absolut Vodka i innymi znanymi na świecie markami, takimi jak Level Vodka, Frïs Vodka, Plymouth Gin, oraz Cruzan Rum.
- V&S Distillers zajmuje się produkcją i sprzedażą wódki w Europie Północnej i Środkowej.
- V&S Wine zajmuje się produkcją i sprzedażą wina w Skandynawii.

## Produkcja i dystrybucja
Produkcja światowych alkoholi wysokoprocentowych V&S ma miejsce w Szwecji, Danii, Wielkiej Brytanii i na Wyspach Dziewiczych Stanów Zjednoczonych (wyspa Saint Croix). Produkcja lokalnych i regionalnych napojów alkoholowych ma miejsce głównie w Szwecji, Danii, Finlandii, Niemczech i Polsce. W Europie Północnej V&S jest największym importerem i dystrybutorem wina. Grupa oferuje także własne marki wina.
Dystrybucja w Skandynawii odbywa się głównie poprzez centra dystrybucyjne w Szwecji, Danii i Finlandii. Grupa V&S jest reprezentowana poprzez filie V&S Norway w Norwegii, V&S Eesti w Estonii oraz V&S Luksusowa Zielona Góra w Polsce. W USA dystrybucjęprowadzi firma Future Brands, której grupa jest 49% udziałowcem. W większości części świata dystrybucja prowadzona jest przez Maxxium, w której V&S także posiada udziały.

## Sprzedaż
Około 3/4 ogółu sprzedaży grupy pochodzi ze sprzedaży alkoholi wysokoprocentowych, pozostała część ze sprzedaży wina. Najpopularniejszym rodzajem alkoholu sprzedawanym przez V&S jest wódka, w szczególności Absolut vodka. Geograficznie, największym rynkiem grupy jest Ameryka Północna, odpowiadającym 43% sprzedaży całkowitej w 2007. Rynek szwedzki odpowiada około 1/6 (15%) sprzedaży. Grupa sprzedaje rocznie 158,4 milionów litrów alkoholi wysokoprocentowych i 83,7 milionów litrów wina, co daje razem 242,1 milionów litrów produktów.

## Produkty
- Aalborg Akvavit
- Absolut Vodka
- Amfora
- Blossa
- Capricorn Estates
- Carlshamns
- Chill Out
- Chymos
- Explorer Vodka
- Falu Brännvin (1917-72)
- Gammel Dansk
- Grönstedts
- Jägarbrännvin (1927-55 & 1997-2003)
- Lantvin
- Rabiega
- Reimersholms
- Plymouth Gin
- Penfolds
- Vintry's